# Collonges-la-Rouge
Collonges-la-Rouge è un comune francese di 484 abitanti situato nel dipartimento della Corrèze nella regione della Nuova Aquitania.
Il villaggio di Collonges è costruito principalmente in terra arenaria rossa (da cui il nome), in netto contrasto con il paesaggio circostante. Questa terra rossa, chiamata "Terre de Collonges", si presta molto bene al lavoro della ceramica artigianale, per cui sono numerosi i laboratori di ceramica ed i negozi di vendita nel territorio.

## Società

### Evoluzione demografica
Abitanti censiti